# Talsperre Triptis
Die Talsperre Triptis ist eine kleine Talsperre bei Triptis südwestlich von Gera in Thüringen, die den Fluss Orla aufstaut. Ihr Zweck ist die Brauchwasserversorgung, der Hochwasserschutz und in geringem Maße die Niedrigwasseraufhöhung. Die Talsperre wird von der Thüringer Fernwasserversorgung betrieben. Das Absperrbauwerk ist ein Erddamm.
Der Stausee hat eine Fläche von ca. 14 ha. Seit 1991 wird er von einem Angelverein gepachtet und bewirtschaftet.